# Poczujki (Białoruś)
Poczujki (biał. Пачуйкі, Paczujki; ros. Почуйки, Poczujki) – wieś na Białorusi, w obwodzie grodzieńskim, w rejonie wołkowyskim, w sielsowiecie Werejki.
W dwudziestoleciu międzywojennym leżały w Polsce, w województwie białostockim, w powiecie grodzieńskim, w gminie Gudziewicze.
Według Powszechnego Spisu Ludności z 1921 roku wieś zamieszkiwało 185 osób, 22 było wyznania rzymskokatolickiego, 153 prawosławnego a 10 mojżeszowego. Wszyscy mieszkańcy zadeklarowali polską przynależność narodową. Było tu 37 budynków mieszkalnych.
Miejscowość należała do parafii rzymskokatolickiej w Ejsymontach Wielkich i parafii prawosławnej w Gudziewiczach.
Podlegała pod Sąd Grodzki w Indurze i Okręgowy w Grodnie; właściwy urząd pocztowy mieścił się w Gudziewiczach.